# Yacimiento arqueológico de Torre Águila (Montijo)

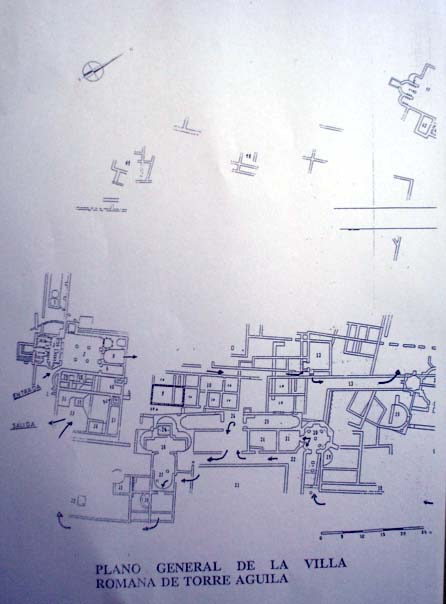
Plano General de la Villa romana de Torre Águila.

La villa romana de Torre Águila se encuentra en el término municipal de Montijo (provincia de Badajoz), concretamente en la Entidad Local Menor de Barbaño. Data de los primeros siglos de nuestra era y fue creada al amparo de la capital provincial de la Lusitania, Augusta Emerita, y en las orillas ubérrimas del río Guadiana.
El descubrimiento de la villa tuvo lugar en marzo de 1984, al realizarse labores de explanación con fines agrícolas. Se trata de una gran villa rural de amplia pervivencia histórica, en la que los inicios hay que situarlos en la primera mitad del s. I y el ocaso en el s. VIII, aunque algunos edificios se siguieron utilizando con posterioridad.

## Localización
Se halla situada a 189 m s. n. m. y a unos 300 m del río Guadiana. El acceso a la villa puede realizarse a través de la carretera local Montijo-Barbaño, vía que divide el yacimiento en dos partes.

## Descripción histórica
Probablemente la villa perteneciera a un soldado veterano retirado del ejército y que vivía en Augusta Emérita. Por el número de esqueletos encontrados hasta este momento en la villa, se puede calcular una población de entre 500-700 personas, sin que ello quiera decir que no hubiera más. Las gentes de las villas se distribuirían teniendo presente las necesidades de la casa, en torno a aquellas actividades encaminadas al autoabastecimiento: talleres de cerámica, vidrio, encargados de la granja, de supervisar el abastecimiento, la bodega. Por ello está dividida fundamentalmente en una parte rústica y una parte urbana, en la que residían los señores.

## Gestión del yacimiento
El yacimiento se encuentra dentro del término municipal de Montijo y pertenece a la Junta de Extremadura. Actualmente está gestionado por la Junta Vecinal de la Entidad Local Menor de Barbaño (dependiente del Ayuntamiento de Montijo), tras un convenio de colaboración con la Junta de Extremadura.